# Cardano al Campo
Cardano al Campo ist eine italienische Gemeinde (comune) in der Provinz Varese in der Region Lombardei. 

## Geographie
Die Gemeinde liegt etwa 20 Kilometer südsüdwestlich von Varese und etwa 24 Kilometer nordöstlich von Novara. Vom Stadtzentrum Mailands sind es etwa 40 Kilometer in nordwestlicher Richtung. Die Gemeinde grenzt an den Parco Lombardo Valle del Ticino und bedeckte eine Fl£che von 9,83 km². Zu Cardano al Campo gehört die Fraktion Cuoricino. Der Ticino fließt westlich der Gemeinde. Die Nachbargemeinden sind Casorate Sempione, Gallarate, Samarate und Somma Lombardo.

## Geschichte
Trotz des nahe gelegenen Golasecca und seiner prähistorischen Funde wissen wir von der Gemeinde nur dank wissenschaftlicher und archäologischer Untersuchungen, die die lombardische Gemeinde noch weiter in die Vergangenheit zurückversetzen: in die römische Zeit und die späte Kaiserzeit, nach dem zweiten Jahrhundert nach Christus. Zuerst das römische Lager, dann das kleine Dorf, das sich entlang zweier Hauptstraßen ausbreitete, die den Namen Cardine und Decumanus trugen. Von Cardano al Campo führte in römischer Zeit die Via Severiana Augusta, eine römische Konsularstraße, die Mediolanum (das heutige Mailand) mit dem Verbannus Lacus (Verbano- oder Lago Maggiore) und von dort aus mit dem Sempione-Pass (latein Summo Plano) verband.
Die ältesten schriftlichen Dokumente, in denen das Toponym Cardano auftaucht, stammen aus der Zeit der Langobarden. Im 12. Jahrhundert gehörte das Dorf zur Grafschaft von Seprio. Aus dieser Zeit stammen die Ursprünge der Familie Cardano, zu deren wichtigsten Mitgliedern der Priester Milone gehörte, der 1187 Erzbischof von Mailand wurde. Diese Familie und die Familie Castiglioni waren die ersten Herren des Dorfes. Am Ende des Mittelalters war Cardano Teil des Lehens Gallarate, das bis 1530 unter der Herrschaft des Herzogtums Mailand blieb. Im Jahr 1600 wurden die lombardischen Gebiete Opfer der Invasion der Landsknechte und waren Schauplatz von Zusammenstößen zwischen französischen und spanischen Truppen, die im Dreißigjährigen Krieg kämpften.
Im Jahr 1630 wurde die Bevölkerung von Cardano von der Pest heimgesucht. Einer der Orte, an denen die Kranken gesammelt und gepflegt wurden, befand sich in der Gegend der heutigen Via Lazzaretto und auch in der Kirche San Pietro. In dieser Zeit war die Wirtschaftstätigkeit die Landwirtschaft, die sowohl von kleinen Landbesitzern als auch von Feudalherren betrieben wurde.
Das folgende Jahrhundert war durch den Übergang des Lehens Gallarate von der Familie Visconti auf die Familie Castelbarco, die Reformen von Maria Theresia und eine kurze Periode der napoleonischen Herrschaft gekennzeichnet.
Zu Beginn des 19. Jahrhunderts bestand die Bevölkerung aus 1300 Einwohnern, die hauptsächlich in der Landwirtschaft, der Viehzucht und in geringerem Maße in der Textilindustrie tätig waren. Während des Risorgimento waren die Patrioten von Gallarate politisch sehr aktiv, wie die geheimen Treffen in der Apotheke von Giuseppe Castelli, dessen Bruder Carlo in Cardano lebte, beweisen. Am Ende dieses Jahrhunderts entstanden bedeutende Textilfabriken (Bonomi, Sironi, Colombo, Villa), die eine rasche Industrialisierung begünstigten.

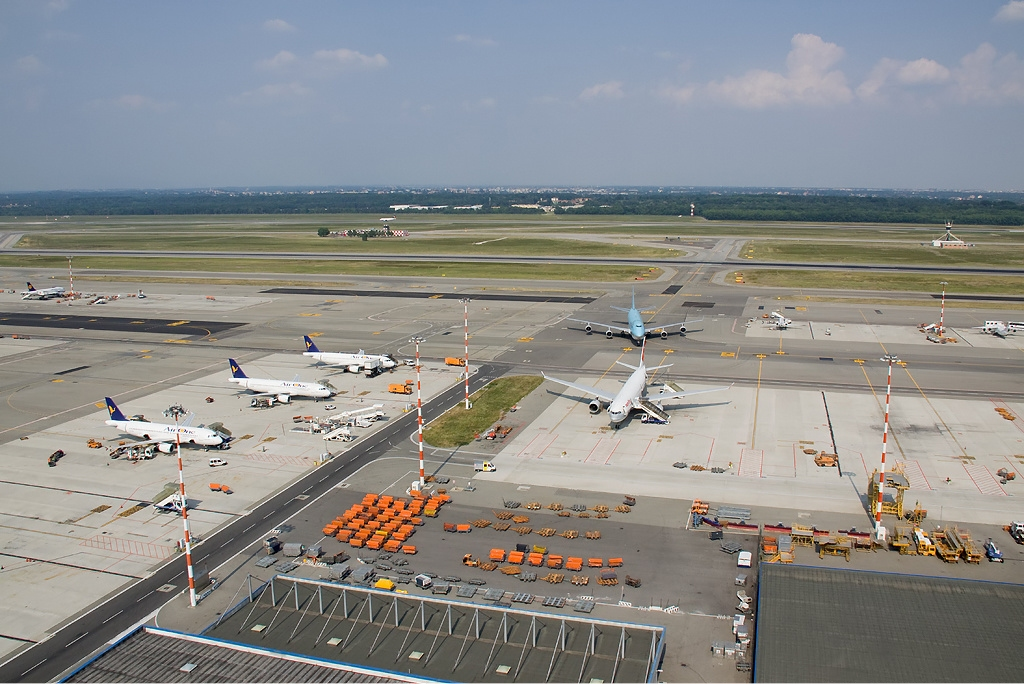
Flughafen Malpensa

Während der Weltkrieges litt Cardano unter der deutschen Besatzung. Die Villen entlang der Via Porraneo und der Via Torre wurden beschlagnahmt und in militärische Einrichtungen umgewandelt. Die Wälder auf dem Gebiet von Cardano wurden in den Jahren der deutschen Besatzung gerodet, um den Militärflughafen Malpensa zu errichten. In den benachbarten Ortschaften Ferno und Lonate Pozzolo sind noch die Kasernen der deutschen Wehrmacht und der verschiedenen Kommandos zu sehen, ebenso wie unzählige Kriegsreste, die zwar sichtbar, aber in einem sehr schlechten Zustand sind. In ihrer Nähe befindet sich auch die Zollstelle zwischen der Österreichisch-Ungarischen Monarchie und dem Königreich Sardinien.

## Bevölkerung

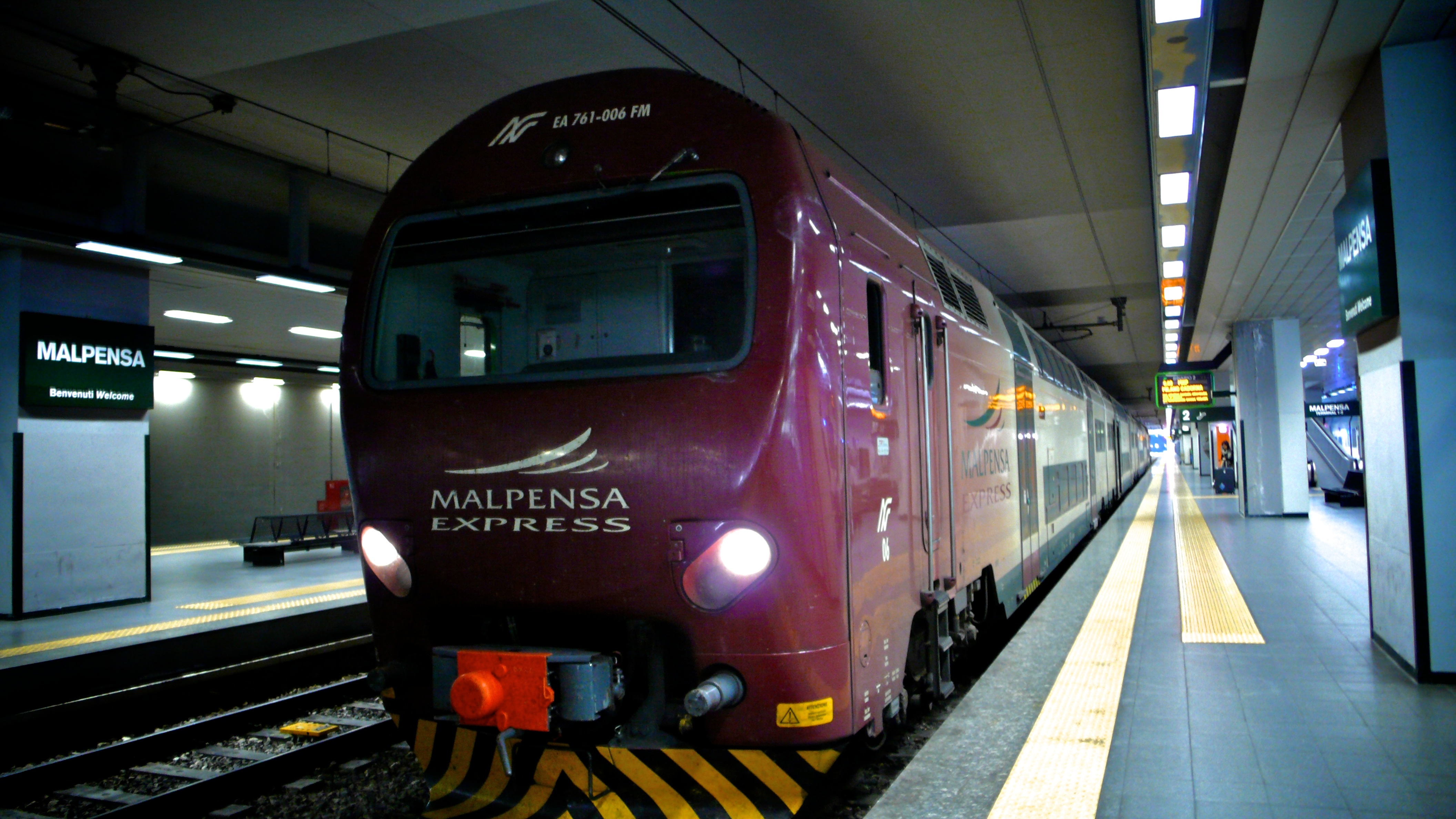
Bahnhof im Flughafen Malpensa

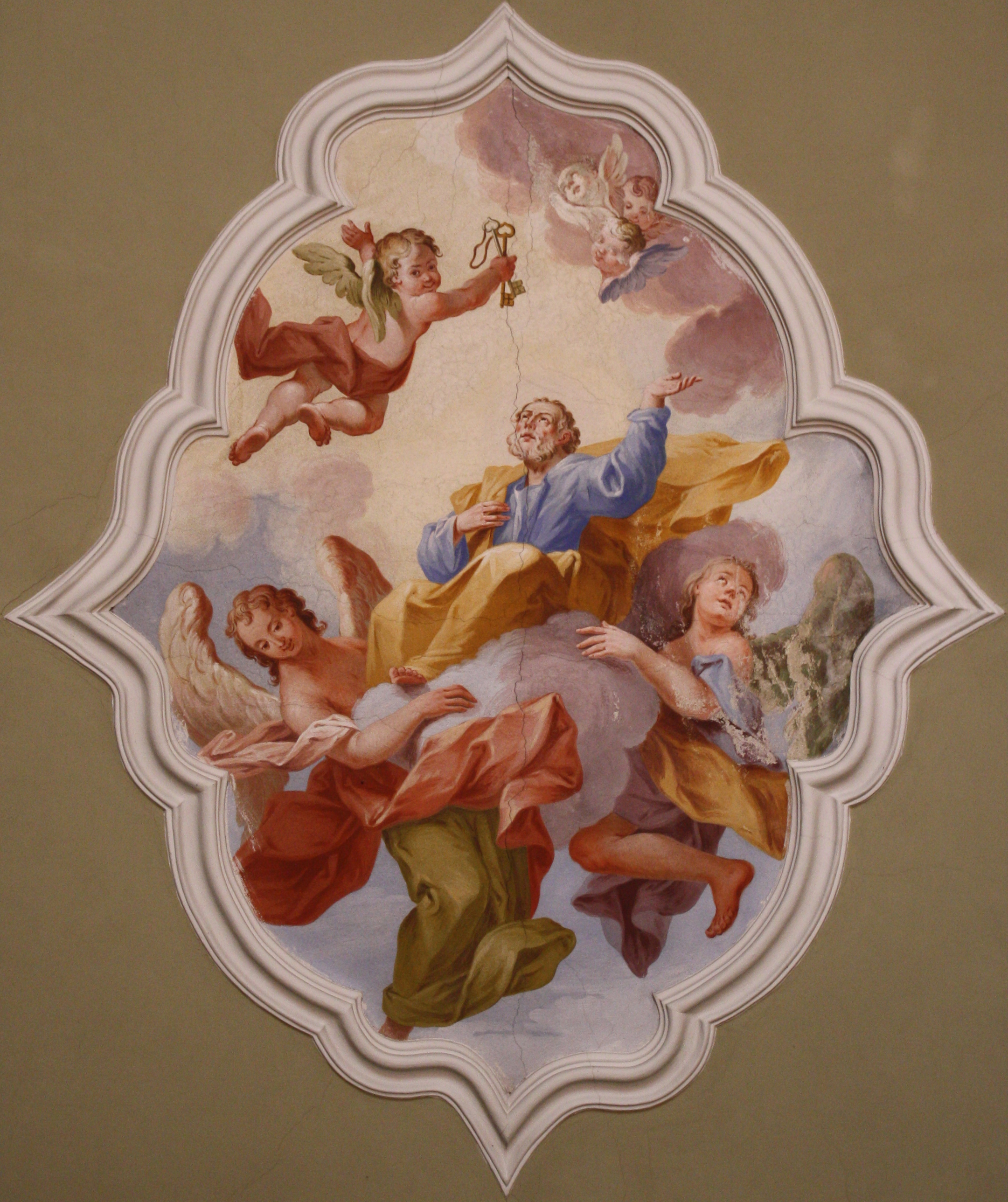
Sankt Petrus in Herrlichkeit

| Bevölkerungsentwicklung | Bevölkerungsentwicklung | Bevölkerungsentwicklung | Bevölkerungsentwicklung | Bevölkerungsentwicklung | Bevölkerungsentwicklung | Bevölkerungsentwicklung | Bevölkerungsentwicklung | Bevölkerungsentwicklung | Bevölkerungsentwicklung | Bevölkerungsentwicklung | Bevölkerungsentwicklung | Bevölkerungsentwicklung |
| ----------------------- | ----------------------- | ----------------------- | ----------------------- | ----------------------- | ----------------------- | ----------------------- | ----------------------- | ----------------------- | ----------------------- | ----------------------- | ----------------------- | ----------------------- |
| Jahr                    | 1861                    | 1881                    | 1901                    | 1921                    | 1951                    | 1971                    | 1981                    | 1991                    | 2001                    | 2011                    | 2019                    | 2021                    |
| Einwohner               | 2.123                   | 2.442                   | 2.866                   | 3.157                   | 4.183                   | 10.139                  | 11.360                  | 11.471                  | 12.084                  | 14.136                  | 14.854                  | 14.443                  |

## Wirtschaft und Verkehr
Durch die Gemeinde führt die Staatsstraße 336 von Somma Lombardo zur Autostrada A8. Der nächste Bahnhof liegt in Gallarate (1,5 Kilometer nordöstlich) an der Bahnstrecke Domodossola–Mailand sowie den Bahnstrecken Laveno-Gallarate und Varese-Gallarate. Der Flughafen Mailand-Malpensa grenzt unmittelbar westlich an die Gemeinde.

## Sehenswürdigkeiten
- Pfarrkirche Sant’Atanasio al Campo[2]
- Das Oratorium San Pietro, Sitz der Brüderschaft dei Disciplini, enthält die Fresken San Pietro in Gloria (Sankt Petrus in Herrlichkeit) und Trionfo della Religione (Triumph der Religion).
- Kloster Santa Maria Annunciata[3]

## Persönlichkeiten
- Mia Martini (1947–1995), Sängerin, in Cardano al Campo gestorben

## Gemeinde- bzw. Städtepartnerschaften
Cardano al Campo unterhält eine inneritalienische Partnerschaft mit der Gemeinde Stigliano in der Provinz Matera
sowie eine weitere Partnerschaft mit der spanischen Stadt Zarautz im Baskenland.